# VSS科希策足球俱樂部
VSS高斯錫足球會（FC VSS Košice）是斯洛伐克的一家已经解散的足球俱樂部，位於斯洛伐克第二大城市科希策。球队得到了兩次斯洛伐克足球甲級聯賽的冠軍。

## 历史

### 早期历史
俱乐部于1903年成立，起初名为科希策竞技俱乐部。球队的主色调是蓝色和黄色。1910年代，该俱乐部参加匈牙利最高级别比赛，并在1909年夺冠。此后该队在1935-1938年间参加斯洛伐克-喀尔巴阡山分区联赛。1939-1940年球队参加匈牙利足球甲级联赛。二战结束后，科希策的三家俱乐部合并为一家俱乐部，取名为科希策统一。该队从1945年开始参加捷克斯洛伐克甲組足球聯賽。

### VSS科希策
科希策竞技和科希策统一在1952年再次合并为VSS科希策，VSS代表“东斯洛伐克工程公司”，是当时球队的主赞助商。球队因此也被称为“工程师”。此后球队成为捷克斯洛伐克甲级联赛的常客，并在1970–71赛季取得了历史最佳的联赛亚军成绩。1971和1973年，球队参加了欧洲联盟杯。1971年，球队以总比分2–1淘汰莫斯科斯巴达克，成为第一支晋级欧洲俱乐部赛事正赛的斯洛伐克俱乐部。VSS科希策在1978年更名为ZŤS科希策。

### 1990年代
1990年，球队更名为ŠK Unimex Jednota VSS Košice。1992年，球队更名为1.FC科希策。斯洛伐克独立后，球队在1996-97和1997-98赛季两次夺得斯洛伐克超级联赛冠军，但在2003年球队降级。当时球队的所有人、炼钢业大亨Alexander Rezeš准备把球队出售给意大利人但最终失败。在Alexander Rezeš掌管球队期间，科希策从一支中游球队上升为在1997-98赛季打进欧洲冠军联赛的斯洛伐克劲旅。不过随着球队在接下来的赛季没能进入欧洲赛事并且丢掉了联赛冠军，再加上Alexander Rezeš在斯洛伐克政府的换届选举中失势，俱乐部也开始走下坡路。

### 1997-98赛季欧洲冠军联赛
1.FC科希策是斯洛伐克独立以后第一支参加欧洲冠军联赛正赛的斯洛伐克球队，但也成为了欧洲冠军联赛历史上第一支在小组赛一个积分也没有获得的球队，输掉全部六场比赛。球队与曼联、费耶诺德和尤文图斯分在一个小组。在参加欧洲冠军联赛期间，球队的中场球员米兰·奇维里克在一次车祸中丧生，年仅21岁。

### 21世纪
2003-04赛季，1.FC科希策由于经济问题几乎要从斯洛伐克乙级联赛降级。此时另一支球队Steel Trans Ličartovce出手相助，使得1.FC科希策得以以Steel Trans Ličartovce的预备队身份继续参加斯洛伐克联赛。Steel Trans Ličartovce当时有机会升上斯洛伐克顶级联赛。2005年6月17日，Steel Trans Ličartovce 更名为MFK科希策（直译为“科希策城市足球俱乐部”）。2005-06赛季后，MFK科希策升上斯洛伐克足球超级联赛。2008-09赛季，MFK科希策在斯洛伐克杯决赛中击败彼德沙尔卡，夺得了球队近11年来的第一个冠军奖项。接下来的2009-10赛季，球队得以参加欧联杯预选赛，并在附加赛阶段遇到了意甲球队罗马。首回合MFK科希策在主场凭借前锋扬·诺瓦克的帽子戏法逼平对手，成为俱乐部历史上的经典之战；但在次回合球队1-7败北。
2009年，队中的塞尔维亚中场内马尼亚·马蒂奇以550万欧元的转会费加盟切尔西。马蒂奇在斯洛伐克踢球期间获得了斯洛伐克国籍。
2013-14赛季，在捷克籍主帅拉塔尔的带领下，MFK科希策再次夺得斯洛伐克杯冠军。不过在接下来的欧联杯预选赛在，球队以总比分0-4输给了捷克球队利贝雷茨。

### FC VSS科希策
2014-15赛季，球队虽然获得了斯洛伐克超级联赛第六名。不过由于债务原因，球队没能获得斯洛伐克足协颁发的联赛准入执照，因此球队被降入乙级。2015年6月，MFK科希策更名为FC VSS科希策。不过此时的“VSS”含义有所不同，因为之前“VSS”所代表的东斯洛伐克工程公司已经破产。因此“VSS”这一词组被冠以新的含义：“信念，力量，光荣”。球队在2015-16赛季本有机会回到顶级联赛，但因为球队在2010-2012年拖欠塞尔维亚球员伊万·焦科维奇的工资，被扣除积分3分，因此以两分之差屈居斯洛伐克乙级联赛升级组亚军，无缘顶级联赛。

### 解散
2017年7月27日，VSS科希策正式宣告解散。同年8月，球队的球迷组织宣布希望重组球队，并可能在2018-19赛季起开始参加斯洛伐克第六级别联赛。
目前斯洛伐克还有一支以科希策冠名的球队，是为“FK科希策”。这支球队位于科希策郊区的科希策4区的维什内奥帕斯特凯镇，原名“维什内奥帕斯特凯体育足球俱乐部”，目前参加斯洛伐克第三级别联赛。

## 球迷与死敌
VSS科希策的球迷团体名叫“Viva Košice”。球队最大的死敌是同城对手科希策火车头队。此外，球队与同样处在斯洛伐克东部的普雷绍夫也有死敌关系，两队之间的比赛被称为“东斯洛伐克德比”。VSS科希策的球迷与斯洛伐克球队米哈洛夫采曾普林和捷克的布拉格斯巴达的球迷团体之间有良好的关系。

## 外部連結
- Official website
- VSS科希策足球俱樂部的Facebook專頁